# Little Louie Vega
Ne doit pas être confondu avec Lil' Louis.
Little Louie Vega (né Luis Fernando Vager le 12 juin 1965 dans le Bronx, à New York) est un DJ et producteur américain de musique électronique. Il est l'un des deux membres du duo Masters at Work, avec Kenny Dope.

## Biographie
Il est né dans une famille de musiciens, puisque son père, Luis F. Vega Sr., est un ancien saxophoniste de jazz, et son oncle est le chanteur Héctor Lavoe des Fania All-Stars. Vega se lance dans une carrière musicale en tant que disc jockey, faisant tourner des disques à l'âge de 13 ans.
En 1985, Louie commence à animer des soirées house et des block parties dans son quartier du Bronx et sa première résidence en boîte de nuit est au Devil's Nest, dans le Bronx, puis au Heartthrob (l'ancien Funhouse), au Roseland, au Studio 54 et au Palladium à Manhattan. Dans les années 1990, Vega joue dans l'une des boîtes de nuit les plus influentes pour la house music, le Sound Factory Bar, lors des soirées Underground Network avec les promoteurs Don Welch et Barbara Tucker (qui est aussi chanteuse). À cette époque, l'équipe de production Masters at Work met en place une équipe de remixage composée du jeune producteur « Little Louie » Vega et de son partenaire Kenny « Dope » Gonzalez.
L'oncle de Vega est le chanteur de salsa Héctor Lavoe, tandis que le père de Gonzalez, Hector Torres, joue également de la salsa. Vega est également le cousin d'Eric Vega, un créateur et promoteur d'événements populaire à New York. Louie Vega est actuellement marié à la chanteuse Ana Martins, également connue sous le nom d'Anané Vega.
Louie Vega est classé 5e au Top House Artists of 2020 par Traxsource. L'année suivante, Louie Vega est classé premier des meilleurs artistes de 2021 par Traxsource.

## Discographie

### Albums studio
- 2004 : Elements of Life
- 2005 : Elements of Life Extensions

### Singles
- 1998 : Te Quiero
- 1989 : There's a Bat in my House, en tant que Caped Crusaders, avec Todd Terry
- 1989 : Don't Tell Me (avec Todd Terry) (sous Freestyle Orchestra)
- 1990 : House of Vega
- 1990 : Afrika, as History, avec Q-Tee
- 1990 : Keep on Pumpin' It Up (avec Todd Terry) (sous Freestyle Orchestra)
- 1991 : Ride on the Rhythm, avec Marc Anthony
- 1992 : We Can Make It (sous Sole Fusion)
- 1992 : Sindae (avec Kenny « Dope » Gonzalez) (sous Hardrive / Hardrive 2000)
- 1993 : Deep Inside EP (sous Hardrive / Hardrive 2000)
- 1993 : Hardrive EP (avec Kenny « Dope » Gonzalez) (sous Hardrive / Hardrive 2000)
- 1994 : Bass Tone (sous Sole Fusion)
- 1994 : Love & Happiness (Yemaya Y Ochun) (en tant que River Ocean, avec India)
- 1994 : The Tribal EP (en tant que River Ocean, avec India)
- 1994 : Curious (en tant que Sun Sun Sun, avec Lem Springsteen)
- 1995 : Reach (en tant que Lil Mo Yin Yang, avec Erick Morillo)
- 1995 : Freaky (en tant que Lou², avec Lil' Louis)
- 1995 : The Chosen Path (avec Kenny « Dope » Gonzalez) (sous Sole Fusion)
- 1996 : The Missile (en tant que The Chameleon)
- 1996 : Hip Hop Jazz EP (avec Jeffrey Collins)
- 1996 : Shout-n-Out (en tant que Lood, avec Mood II Swing)
- 1997 : We Can Make It '97 (sous Sole Fusion)
- 1998 : I Don't Understand this (avec Kenny « Dope » Gonzalez) (sous Freestyle Orchestra)
- 1998 : Odyssey/I'm Ready (avec Kenny « Dope » Gonzalez) (sous Freestyle Orchestra)
- 1999 : 2000 EP (sous Hardrive / Hardrive 2000)
- 1999 : Never Forget (avec Lynae) (sous Hardrive / Hardrive 2000)
- 2000 : Elements of Life (avec Blaze)
- 2000 : Life Goes On (avec Arnold Jarvis)
- 2002 : Diamond Life (avec Jay « Sinister » Sealée et Julie McKnight)
- 2002 : Brand New Day (avec Blaze)
- 2003 : Cerca De Mi (avec Raul Midón et Albert Menendez)
- 2003 : Africa/Brasil
- 2004 : Thousand Fingered Man
- 2004 : Mozalounge(avec Anané, Raul Midón et Albert Menendez)
- 2004 : Journey's Prelude (avec Ursula Rucker)
- 2004 : Love is on the Way (avec Blaze)
- 2004 : Steel Congo (avec House of Rhumba)
- 2005 : V Gets Jazzy (avec Mr. V)
- 2006 : Joshua's Arm (avec Blaze)
- 2007 : Love Ritual/Dance Ritual
- 2007 : One Dream (avec Anané et EOL Band)
- 2007 : Love and Happiness (Remixes) (en tant que River Ocean, avec India)

### Productions pour d'autres artistes
- 1987 : Erasure - Victim of Love (Little Louie Vega Mix), sur The Two-Ring Circus
- 1987 : Erasure - Hideaway (Little Louie Vega Mix), sur The Two-Ring Circus
- 1987 : The Cover Girls - Because of You (avec Robert Clivilles)
- 1988 : Noel - Like a Child (avec Roman Ricardo)
- 1990 : Kimiesha Holmes - Love Me True
- 1990 : 2 in a Room - Take Me Away (avec Aldo Marin)
- 1991 : Nice & Smooth - Paranoia
- 1991 : Naughty by Nature - 1, 2, 3
- 1994 : Barbara Tucker - I Get Lifted
- 1995 : Masta Ace Inc. - The I.N.C. Ride
- 1995 : Barbara Tucker - Stay Together
- 1995 : 2 Mental - Mental Illness
- 1998 : Donnell Rush - Perfect Day for Company (avec Lem Springsteen)
- 2001 : Gloria Estefan - Y-Tu-Conga
- 2003 : Anané - Nos Vida/Mon amour
- 2003 : Ursula Rucker - Release
- 2004 : Kenny Bobien - Spread Love
- 2005 : Anané - Amazing Love
- 2005 : Anané - Let Me Love You (avec Mr. V)
- 2005 : Anané - Move, Bounce, Shake (avec Mr. V)
- 2007 : Luisito Quintero - Aquilas Coisas Todas